# Patrick Osborne (rugby à XV)
Pour les articles homonymes, voir Osborne.

a Compétitions nationales et continentales officielles uniquement.

b Matchs officiels uniquement.
Dernière mise à jour le 24 août 2021.
Patrick Osborne, né le 14 juin 1987 à Suva (Fidji), est un joueur de rugby à XV international fidjien évoluant au poste d'ailier.

## Carrière

### En club
Patrick Osborne a fait ses débuts professionnels en 2010 avec la province néo-zélandaise de Canterbury en NPC.
En 2012, il est sélectionné pour faire partie de la franchise des Crusaders en Super Rugby, cependant il dispute pas un seul match lors de la saison.
À la recherche de plus de temps de jeu, il rejoint la franchise des Chiefs en 2013. Avec sa nouvelle équipe, il dispute 9 matchs pour 3 essais, et remporte le championnat.
Il quitte ensuite les Chiefs et signe un contrat de deux saisons avec les Highlanders à partir de 2014. La première saison, il dispute 11 matchs et marque 5 essais. En 2015, lors de sa seconde saison, il fait une grande saison (18 matchs pour 8 essais) et remporte une nouvelle fois le Super Rugby.
En 2016, il rejoint le club japonais des Kubota Spears en Championnat du Japon de rugby à XV, tout en restant sous contrat avec les Highlanders pour la saison 2017 de Super Rugby. Il se consacre ensuite entièrement à sa carrière au Japon jusqu'en 2018.
À la fin de son contrat au Japon, il fait un bref passage dans son ancienne province de Canterbury pour la saison 2019 de NPC, disputant un match.
L'année suivante, il rejoint la province de Waikato dans le même championnat,. Peu après la saison, il décide de mettre un terme à sa carrière de joueur professionnel, à l'âge de 33 ans.

### En équipe nationale
Bien que né aux Fidji, Patrick Osborne a clairement fait savoir qu'il voulait évoluer avec les All Blacks, ce qui est possible puisqu'il a joué plus de trois ans en Nouvelle-Zélande.
Il est retenu dans le groupe élargi des All Blacks en août 2015, sans pour autant disputer de matchs.
En 2016, voyant son avenir bouché par la concurrence chez les All Blacks, il décide finalement de se tourner vers son pays d'origine, les Fidji. Il est retenu dans la foulée par le sélectionneur John McKee pour participer à la tournée d'été et à la Coupe des nations du Pacifique.
Il obtient sa première cape internationale avec l'équipe des Fidji le 11 juin 2016 à l’occasion d’un match contre l'équipe des Tonga à Suva.
En 2019, il retenu dans l'effectif élargi pour préparer la Coupe du monde 2019 au Japon, mais il n'est finalement pas choisi dans le groupe définitif pour disputer la compétition.

## Palmarès

### En club
- Vainqueur de l'ITM Cup en 2010, 2011, 2012, 2013 et 2015 avec Canterbury.
- Vainqueur du Super Rugby en 2013 avec les Chiefs, et 2015 avec les Highlanders.

### En équipe nationale
- 11 sélections avec les Fidji entre 2016 et 2019.
- 5 points marqués (1 essai).